# Chusquea straminea
Chusquea straminea är en gräsart som beskrevs av Pilg.. Chusquea straminea ingår i släktet Chusquea och familjen gräs. Inga underarter finns listade i Catalogue of Life.